# Antonio León Blanco
Antonio León Blanco (Madrid, 8 de febrer de 1965) és un exfutbolista madrileny, que ocupava la posició de defensa.

## Trajectòria
Sorgeix del planter del Reial Madrid. Després de jugar a Segona Divisió amb el Reial Madrid B, hi debuta a primera divisió a la campanya 87/88, disputant un encontre. No té continuïtat, i després d'una altra temporada al filial, fitxa pel Reial Betis a l'estiu de 1989.
Amb els andalusos és titular a la campanya 89/90, en la qual juga 31 partits. A les postres, el Betis aconsegueix l'ascens a la màxima categoria, però l'aportació del madrileny va de més a menys i tot just apareix en 18 partits de la temporada 90/91 i en cinc de la següent, de nou a la Segona Divisió.
Posteriorment, milita a la UE Sant Andreu.